# Bromus formosanus
Bromus formosanus är en gräsart som beskrevs av Masaji Masazi Honda. Bromus formosanus ingår i släktet lostor, och familjen gräs. Inga underarter finns listade i Catalogue of Life.